# Военен музей в Атина
Военният музей в Атина (на гръцки: Πολεμικό Μουσείο Αθήνας)  е музей на гръцките въоръжени сили. Създаден е на 18 юли 1975 г. Целта му е представяне на оръжейни артефакти и изследвания в областта на военната история. Музеят обхваща военна история от всички епохи, като колекциите включват освен артефакти на гръцката армия и такива от други цивилизации като Древен Китай и Древна Япония. 

## История
През 1964 г. гръцката държава решава да основе Военен музей, за да почете всички онези, които са се борили за Гърция и нейната свобода. Проектирането на музея е извършено от екип изтъкнати учени, ръководен от професор Тукидидис Валентис от Националния технически университет в Атина. На 18 юли 1975 г. президентът на Република Гърция Константин Цацос и министърът на националната отбрана Евангелос Авероф-Тосицас откриват музея. Разнообразните му дейности включват издаване на книги, изграждане и поддържане на паметници и мемориали и помощ на служби и агенции в цяла Гърция. Експозиционните площи на музея са разпределени на четири нива (етажа) и представят изображения на гръцката история от древността до наши дни. Централните елементи на музея са оръжия от войни, в които е участвала Гърция.
Военният музей има и клонове в Навплио, Пелопонес (1988), Ханя, Крит (1995), Триполи, Пелопонес (1997) и Солун (2000). След изграждането на Музея на гръцките военновъздушни сили няколко самолета са докарани в него.

## Галерия
- Модел на византийски военен кораб (дромон)
- Древен грък в бой от Михалис Томброс
- Османски килии от Гръцката революция от 1821 г.
- Самурайски японски военни доспехи, XIV век, сл. Хр
- AIAS — противовъздушна управляваема ракета земя – въздух